# Castelfranco di Sotto
Castelfranco di Sotto là một đô thị ở tỉnh Pisa trong vùng Toscana thuộc Ý, có cự ly khoảng 40 km về phía tây của Florence và khoảng 30 km về phía đông của Pisa. Tại thời điểm ngày 31 tháng 12 năm 2004, đô thị này có dân số 11.789 người và diện tích là 48.4 km².
Đô thị Castelfranco di Sotto có các frazioni (các đơn vị trực thuộc, chủ yếu là các làng) Orentano, Villa Campanile, Galleno (partially), Chimenti (partially), và Staffoli (một phần).
Castelfranco di Sotto giáp các đô thị: Altopascio, Bientina, Fucecchio, Montopoli in Val d'Arno, San Miniato, Santa Croce sull'Arno, Santa Maria a Monte.